# انگاره (جامعه‌شناسی)
انگاره یا انگاره اجتماعی مجموعه ارزش‌ها، نهادها، قوانین و نمادهایی است که از طریق آن‌ها مردم کلیت اجتماعی خود را متصور می‌شوند. مفهوم انگاره در انسان‌شناسی، جامعه‌شناسی، روان‌کاوی، فلسفه و مطالعات رسانه‌ای مورد توجه قرار گرفته است. از دید جان تامپسون انگاره اجتماعی «بعد خلاق و نمادین دنیای اجتماعی است؛ بعدی که به‌واسطه آن انسان‌ها راه‌های زندگی با یکدیگر و راه‌های ارائه زندگی جمعی خود را خلق می‌کنند».